# Старопетрівська сільська рада
Старопетрівська сільська рада — колишній орган місцевого самоврядування у Вишгородському районі Київської області. Адміністративний центр — село Старі Петрівці.

## Загальні відомості
Старопетрівська сільська рада утворена в 1919 році. Водоймища на території, підпорядкованій даній раді: Київське водосховище.

## Населені пункти
Сільській раді підпорядковані населені пункти:
- с. Старі Петрівці

## Склад ради
Рада складається з 22 депутатів та голови.

### Керівний склад попередніх скликань
| ПІБ                         | Основні відомості                                                             | Дата обрання | Дата звільнення |
| --------------------------- | ----------------------------------------------------------------------------- | ------------ | --------------- |
| Єрема Олександр Миколайович | Сільський голова, 1975 року народження, освіта незакінчена вища, безпартійний | 26.03.2006   | 31.10.2010      |
| Єрема Олександр Миколайович | Сільський голова, 1975 року народження, освіта незакінчена вища, безпартійний | 31.10.2010   |                 |

Примітка: таблиця складена за даними джерела